# Elmira Alembekova
Elmira Alembekova   (Saransk, 30 de juny de 1990) és una atleta russa ja retirada que competia en marxa. Va guanyar la medalla d'or en la prova de 20 quilòmetres marxa al Campionat d'Europa d'atletisme de 2014 a Zúric.
El setembre de 2015 la IAAF va confirmar que Alembekova va ser suspesa provisionalment després que una mostra d'un control fora de competició a Saransk al juny hagués donat positiu d'EPO.